# Taniela Moa

a Compétitions nationales et continentales officielles uniquement.

b Matchs officiels uniquement.
Dernière mise à jour le 17 décembre 2021.
Unalotokipulotu Vea Teutau Moa dit Taniela Moa, né le 11 mars 1985 à Tofoa, et mort le 16 décembre 2021 à Auckland, est un joueur de rugby à XV tongien. Il évolue principalement au poste de demi de mêlée. 
Il commence sa carrière en Nouvelle-Zélande, pays dont il représente les équipes jeunes, avant de passer près des All Blacks en 2008. Il décide finalement de jouer avec l'équipe des Tonga en 2011, disputant la Coupe du monde. En 2011 également, il rejoint la France, et la Section paloise, avec qui il joue jusqu'à la fin de sa carrière en 2017.

## Biographie
Taniela Moa est né aux Tonga, mais émigre avec sa famille en Nouvelle-Zélande lorsqu'il est âgé de 10 ans.
Il est scolarisé dans un premier temps au Onehunga High School, avant de rejoindre le De La Salle College (en).
Moa décède le 16 décembre 2021, à l'âge de 36 ans à son domicile d'Auckland, à la suite d'un « évènement médical »,.

## Carrière

### En club
Taniela Moa commence à jouer au rugby à l'âge de 14 ans lors de sa scolarité en Nouvelle-Zélande. Il joue notamment pour l'équipe de l’établissement De La Salle College, avec laquelle il remporte le championnat scolaire de la région d'Auckland en 2003. Il représente également la sélection régionale scolaire en 2002 et 2003.
Après sa scolarité, il joue dans un premier temps au niveau amateur avec le Te Papapa Onehunga Rugby Club dans le championnat de la région d'Auckland. Bien que formé au poste de demi de mêlée, il joue principalement demi d'ouverture avec cette équipe. 
Grâce à sa qualité technique, il réalise de bonnes performances, et obtient un contrat avec la province d'Auckland pour la saison 2005 de National Provincial Championship (NPC),. Réinstallé au poste de demi de mêlée, il se partage le poste avec les expérimentés Steve Devine et Ofisa Tonu'u,. Il joue douze rencontres lors de sa première saison, qui voit son équipe remporter le championnat. La même année, il affronte avec sa province les Lions britanniques lors de leur tournée en Nouvelle-Zélande.
En 2007, après une deuxième saison de bonne qualité avec Auckland, il est recruté en cours de saison par la franchise des Blues en Super 14 afin de compenser des blessures dans l'effectif. Il joue quatre matchs lors de cette première saison. L'année suivante, il obtient son premier vrai contrat avec les Blues,. Malgré la concurrence de l'expérimenté Danny Lee (en), il parvient à s'imposer au fil de la saison comme le titulaire indiscutable au poste de demi de mêlée,.
En 2009, il peine à confirmer son bon début de carrière avec les Blues, avec une saison marquée par une méforme physique et des problèmes extra-sportifs,,. À noter que Moa continue de jouer régulièrement avec son club amateur de Te Papapa Onehunga lorsqu'il n'est pas retenu avec les Blues, chose rare pour un joueur professionnel. La saison suivante, il ne joue qu'une seule rencontre en Super Rugby, à cause d'une blessure à une cheville l'ayant écarté longtemps des terrains, ainsi que la concurrence nouvelle d'Alby Mathewson,. Loin de son meilleur niveau, et en proie à des problèmes personnels, il n'est pas conservé par les Blues, et se retrouve sans contrat au terme de la saison 2009.
Cherchant à relancer sa carrière, il est contacté par les clubs français de Bayonne et Bordeaux-Bègles, mais aucun accord n'est trouvé. Restant en Nouvelle-Zélande, il décide de changer de province de NPC en 2010, et rejoint Bay of Plenty. Il retrouve une place de titulaire dans sa nouvelle équipe et, formant une charnière dynamique avec Mike Delany, inscrit six essais en douze matchs,.
Dans la foulée de sa signature à Bay of Plenty, il parvient à retrouver une franchise de Super Rugby et s'engage avec les Chiefs pour la saison 2011,. Considéré comme le troisième demi de mêlée de la hiérarchie, derrière l'ancien All Black Brendon Leonard et le prometteur Tawera Kerr-Barlow, il ne joue que quatre matchs comme remplaçant lors de la saison,.
En 2011, après une dernière saison de NPC avec Bay of Plenty, il décide finalement de rejoindre la France, et s'engage avec la Section paloise en Pro D2,. Il signe un contrat d'une saison, plus une autre en option avec le club béarnais, où il doit compenser les départs de Clément Darbo et Sébastien Descons. 
Moa arrive à Pau en octobre 2011, après la Coupe du monde disputée avec son pays. Il devient très rapidement un cadre de l'équipe, ainsi qu'une des attractions du championnat grâce à son style de jeu spectaculaire,. Au terme de son premier contrat, il est convoité par des équipes de Top 14 comme l'ASM Clermont, mais décide de rester fidèle à Pau et prolonge son contrat pour quatre années supplémentaires,.
Il est titulaire lors des finales d'accessions 2012 et 2013, que son équipe perd à chaque fois,. Il connaît finalement la réussite en 2014-2015, lorsque son club est sacré champion de France de Pro D2 et accède au Top 14. 
La première saison de Pau en Top 14 s'avère néanmoins très délicate pour Moa, qui manque la majeure partie de la saison à cause d'une blessure aux ischio-jambiers, puis peine à retrouver sa condition physique. Il retrouve les terrains en mai 2016, mais rechute au bout d'une seule rencontre,. La saison suivante, il ne joue que dix rencontres avec la Section, payant son manque de forme et de régularité,.
À la fin de la saison 2016-2017, il n'est pas conservé au sein de l'effectif de la Section paloise. Libre de tout contrat, il tente de rejoindre le RC Toulon en septembre 2017 mais, à l'issue d'une mise à l'essai, il n'obtient pas de contrat en raison de son manque de condition physique. Cet échec met fin à sa carrière de joueur, et il rentre vivre en Nouvelle-Zélande dans la foulée.

### En équipe nationale
Taniela Moa représente la sélection scolaire néo-zélandaise scolaire (en) en 2003.
Il joue ensuite avec l'équipe de Nouvelle-Zélande des moins de 19 ans en 2004, et participe à la Coupe du monde junior disputée en Afrique du Sud, remportant la compétition,.
En 2005 et 2006, il représente la sélection néo-zélandaise des moins de 21 ans, et dispute le championnat du monde de cette catégorie en France en 2006,.
En août 2008, au sortir d'une bonne saison avec les Blues, il est appelé en renfort par les All Blacks, afin de remplacer Andy Ellis blessé lors du Tri-nations,. Il n'est toutefois pas utilisé par Graham Henry, qui lui préfère Jimmy Cowan et Piri Weepu. Il reste donc sans sélection avec la Nouvelle-Zélande, d'autant que l'année suivante voit son niveau de jeu baisser,
En 2011, il décide de représenter son pays de naissance, et honore sa première cape internationale avec les Tonga le 13 août 2011 contre l'équipe des Fidji,.
Il fait partie de l'effectif retenu par Isitolo Maka pour disputer la Coupe du monde 2011 en Nouvelle-Zélande,. Il dispute quatre matchs lors de la compétition, tous en tant que titulaire. Il prend notamment une part active à la victoire historique contre la France, en étant considéré comme l'un des meilleurs joueurs de la rencontre,.
Après le mondial, il continue d'être appelé régulièrement en sélection jusqu'en 2015. 
En 2014, il joue avec les Pacific Barbarians à l'occasion d'un match amical contre ses compatriotes tongiens.
En 2015, il fait partie du groupe tongien élargi retenu pour la préparation à la Coupe du monde en Angleterre. Blessé, il n'est finalement pas retenu dans le groupe définitif.

## Style de jeu
Taniela Moa est principalement reconnu pour sa vision du jeu et sa qualité technique au-dessus de la moyenne,. À sa technique, Moa ajoute une puissance physique tirée  d'un solide gabarit, insolite au poste de demi de mêlée : 1,80 m pour un poids oscillant entre 100 kg et 110 kg environ,.
Son coéquipier à Pau Marlon Solofuti dit de lui que « c'est un magicien. Il te sort des passes de 30 mètres sans problème. Il a la puissance et c'est un gars qui donne ». Son ancien entraîneur David Aucagne ajoute à son sujet : « Tan a des qualités techniques hors normes, le sens du jeu. Malgré ses 109 ou 110 kg, il a la capacité de trouver des espaces ». Le président de la Section Paloise Bernard Pontneau lui rend hommage après sa mort en ces termes : « Taniela était un joueur atypique qui a illuminé le Hameau, il avait une forme de génie à son poste capable d’envoyer des passes de 30 m à gauche comme à droite. C’était un garçon très attachant. ».
Parmi les critiques adressées au jeu de Moa, il y a avant tout son hygiène de vie et sa régularité,. En effet, il est considéré comme un joueur doué, mais pas assez sérieux, et régulièrement en surpoids,,.

## Palmarès
- Vainqueur du NPC en 2005 et 2007 avec Auckland.
- Champion de France de Pro D2 en 2015 avec la Section paloise.

## Statistiques en équipe nationale
- 21 sélections en équipe des Tonga entre 2011 et 2015[3].
- Sélections par année : 6 en 2011, 6 en 2012, 6 en 2013, 2 en 2014 et 1 en 2015.

En Coupe du monde :
- 2011 : 4 sélections[58] (Nouvelle-Zélande, Canada, Japon, France).